# Granat PRB 423
PRB 423 – współczesny, belgijski granat obronny.
PRB 423 ma skorupę wykonaną z tworzywa sztucznego. Na zewnętrznej powierzchni skorupy znajdują się karby poprawiające chwyt i zapobiegające wyślizgnięciu się granatu z dłoni. Wewnątrz skorupy znajduje się wkładka odłamkowa wykonana z ponacinanego drutu. W dolnej i górnej części granatu są dodatkowo zatopione metalowe kulki o masie 0,1 g (52 sztuki) dzięki którym rażenie we wszystkich kierunkach jest równomierne. Promień bezpieczny jest równy 20 m.